# The Following Morning
| Recensione                          | Giudizio |
| ----------------------------------- | -------- |
| AllMusic                            |          |
| The Rolling Stone Jazz Record Guide | [ 2 ]    |

The Following Morning è un album in studio del bassista e compositore tedesco Eberhard Weber, registrato nell'agosto del 1976 ai Talent Studio a Oslo e pubblicato lo stesso anno.

## Accoglienza
Rispetto ai precedenti album, The Following Morning ha ricevuto un'accoglienza abbastanza tiepida da parte della critica. AllMusic di Paul Collins, che assegna tre stelle all'opera, afferma: «L'assenza di un batterista priva The Following Morning di un tappeto ritmico da guida presente in altre pubblicazioni di Weber. In qualche modo questo è un lavoro più contemplativo, che si poggia più sui toni degli strumenti individuali [...] l'album è abbastanza tenue e lento da svolgersi. Potresti non riascoltare questo album così spesso come altri di Weber, ma vale la pena un ascolto».

## Tracce
Tutte le composizioni di Eberhard Weber.
1. T. on a White Horse – 10:14
2. Moana I – 10:56
3. The Following Morning – 12:06
4. Moana II – 7:45

## Formazione
- Eberhard Weber – contrabbasso
- Rainer Brüninghaus – pianoforte
- Oslo Philharmonic Orchestra – violoncello, corno francese, oboe